# Бергман, Шмуэль Хуго
Шмуэль Хуго Бергман (1883—1975) — израильский философ и сионистский деятель родом из Австро-Венгрии.

## Биография
В молодости изучал философию в университетах Праги и Берлина, был учеником Антона Марти и Франца Брентано. Был активным сионистом-социалистом, участвовал в студенческой организации «Бар-Кохба», а также движении Ха-Поэль ха-Цаир вместе со своим другом Францем Кафкой, с которым он вместе учился. Его друзьями были также философ Феликс Уэлш, который впоследствии работал в университетской библиотеке в Иерусалиме, и Макс Брод, которого он познакомил с идеями сионизма ещё до 1910 года.
Также поддерживал отношения с Мартином Бубером, который повлиял на его стиль мышления. С 1907 по 1914 год он занимал пост университетского библиотекаря в Праге. В 1914 году, во время Первой мировой войны пошёл служить в австрийскую армию, а в 1918 году вернулся к работе в библиотеке. В 1919 году Бергман переехал в Лондон, где занимался сионистской деятельностью.
Бергман посещал салон в доме Берты Фанта и женился на её дочери Эльзе, они вместе эмигрировали в Палестину в 1920 году. Там он основал вместе с Мартином Бубером движение Брит Шалом, провозгласившее Палестину единым домом для арабов и евреев, где они смогут жить вместе.

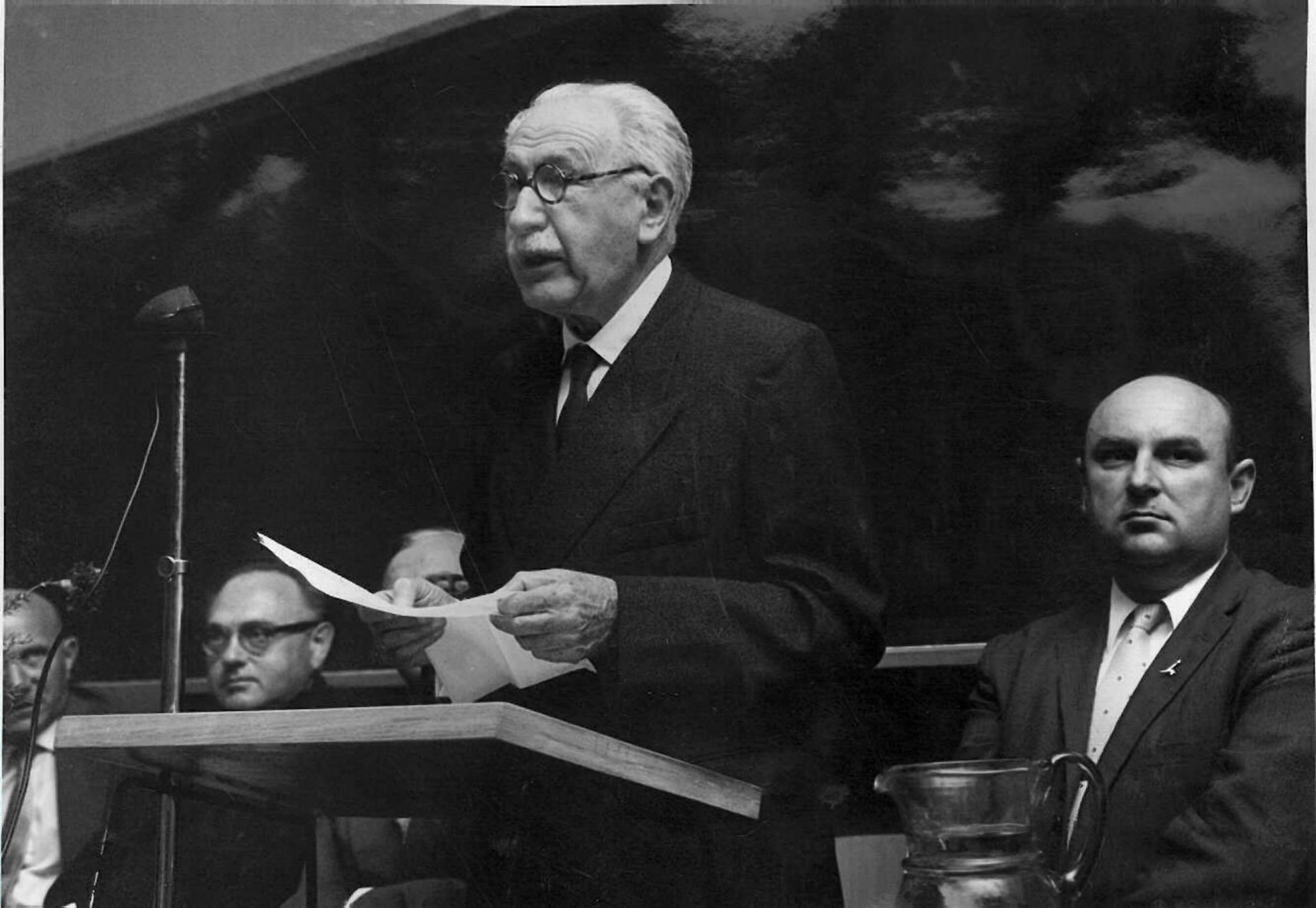
Бергман на церемонии вручения докторской степени, 1959 год

Находился под сильным влиянием антропософии, перевел на иврит некоторые книги Рудольфа Штайнера.
Он стал профессором в Еврейском университете в Иерусалиме, а также деканом с 1935 по 1938.
Он писал о природе квантовой механики и причинности, где он интерпретировал спонтанность в природе, объясняя, что чем глубже мы проникаем в элементы природы или компоненты личности, тем меньше мы видим детерминизма и причинно-следственных связей и больше свободы.
Его сын, Мартин С. Бергман — профессор психологии в Университете Нью-Йорка. Он также приходится дядей чешскому философу и историку Павлу Бергману.

## Награды и премии
- Бергман был дважды удостоен премии Израиля:
  - в 1954 году в области гуманитарных наук[7].
  - в 1974 году за особый вклад в развитие общества и государства Израиль[8].
- Он был лауреатом премии «Якир Йерушалаим» (Достойный гражданин Иерусалима) в 1967 году, год основания премии[9]
- Он также является лауреатом премии Черняховского за образцовые переводы.